# Уранініт

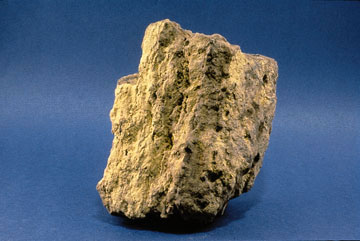
Уранініт

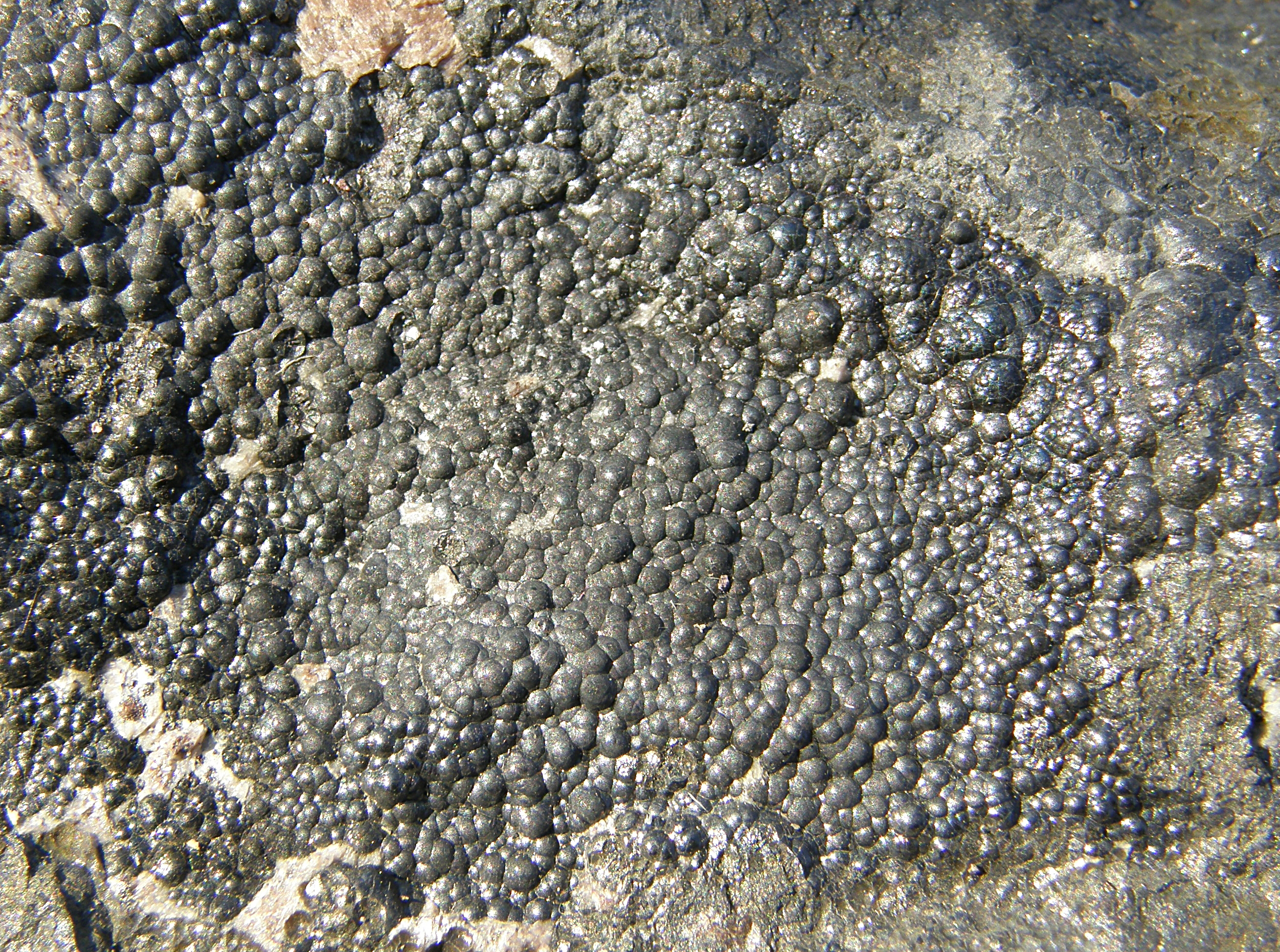
Уранініт

Ураніні́т (настуран, уранова смоляна руда, уранова смолка, уранова смоляна обманка) — мінерал класу оксидів і гідрооксидів, діоксид урану координаційної будови. Руда урану й радію. Утворює ряд з торіанітом.
Синоніми: кірхіт, настуран, обманка смоляна, уранін, уранопісит, уранатемніт, ульріхіт.

## Етимологія та історія
Одна з найперших згадок про мінерал належить німецькому лікарю і натуралісту  Йоганнесу Кентману у 1565 році, який назвав його лат. Plumbago sterilis pici similis Bechblende (смоляна стерильна обманка). Він запозичив назву у саксонських шахтарів, які добували мінерал у срібно-кобальтових жилах Рудних гір.
Пізніше, коли різнокольорові продукти окиснення були знайдені на старих відвалах з настураном-уранінітом, їх видобували, щоб отримати ці красиві нові кольори. Коли вже окиснені матеріали були вичерпані, фарби також виготовляли з настурану. У результаті деякі старі витвори мистецтва зараз забруднені радіоактивністю. Оскільки було визнано, що настуран складається з комбінації різних оксидів урану, які осідають у вигляді коломорфного агрегату, цей термін використовувався лише для цієї суміші.
У 1789 році Мартін Генріх Клапрот зміг виділити елемент уран з настурану, який він спочатку назвав ураніт, але в 1790 році перейменував його на «ураніум» згідно з правилами аналогії. Згодом термін ураніт використовувався як синонім для різних уранових мінералів. Клапрот також дав помилкову назву «сульфурований ураніт» (нім. geschwefelter Uranit). Пізніше він прийняв назву «уранова руда» (нім. Uranerz), придуману Карстеном у 1792 році. Інші синоніми: «смоляна руда» (нім. Pecherz за Вернером), «уранова смоляна руда» (нім. Uranpecherz за Леонгардом), «смоляний уран» (нім. Pechuran за Гаусманном) і «настуран» (за Кобеллєм, 1853, від грец. ναστός nastós — щільний або грубий). У 1845 році Гайдінгер нарешті ввів термін «уранін» як назву для мінералу, який був переведений у 1868 році Джеймсом Дуайтом Даною до назви «уранініт», яка діє й сьогодні..
Хоча цей мінерал був відомий раніше, як описано, типовим місцем для уранініту є жильне родовище Санкт-Йоахімсталь (сьогодні Яхимов), звідки Франц Ернст Брюкманн описав його в 1727 році.

## Загальний опис
Вміст UO2 і UO3 варіює в межах 25-60 % і 20-55 % відповідно.
Містить до 86,86 % U, домішки: Pb, S, Th, Ra, Ac, Po, He (He i Pb — продукт радіоактивного розпаду). За складом ізоморфних домішок виділяють різновиди: брегерит (6-15 % ThO2), клевеїт (3-16 % TR2О5 і 3-8 % ThO2); за морфологією: кристалічний — уранініт, коломорфний — настуран; рентгеноаморфні і аморфні — уранові черні. Сингонія кубічна. Гексоктаедричний вид. Кристалічна структура типу флюориту. Форми виділення: кристали у формі кубів, октаедрів, ромбододекаедрів, мають розміри від сотих часток до десятків сантиметрів, також масивні, щільні агрегати. Густина 10,63-10,88. Тв. 5,5-6,5. Колір від сірого до чорного. У тонких уламках напівпрозорий. Блиск смоляний. Риса коричнево-чорна, сіра, оливково-зелена. Крихкий. Злом нерівний. Розчинний в HNO3, Н2SO4, слабше в HCl. Сильно радіоактивний.
Асоціація: циркон, монацит, турмалін, слюда, польовий шпат (пегматит); пірит, халькопірит, галеніт, бісмут, срібло, нікелін, барит, флюорит, карбонати (Co–Bi–Ag гідротермальні жили).

## Різновиди
Розрізняють:
- Брегерит (рос. бреггерит; англ. bröggerite; нім. Bröggerit) — мінерал, різновид уранініту, який містить 5—14 % ThO2.
- Клевеїт (рос. клевеит; англ. cleveite; нім. Cleveit m) — мінерал класу оксидів і гідроксидів, різновид уранініту, багатий на рідкісноземельні елементи (до 6 %) та ітрій (до 10 %).
- Настуран (рос. настуран; англ. pitchblende; нім. Nasturan n, Uranpecherz n, Pechblende) — мінерал класу простих оксидів, кристалохімічний аналог уранініту. Інші назви — уранова смоляна руда, уранова смолка.
- уранініт I (різновид уранініту складу UO2,16-UO2,33),
- уранініт II (різновид уранініту складу UO2,33-UO2,62),
- уранініт III (різновид уранініту складу UO2,62-UO2,70),
- уранініт ітріїстий (різновид уранініту, який містить до 12 % Y i TR),
- уранініт коломорфний (різновид уранініту у вигляді коломорфних ниркоподібних натічних форм),
- уранініт торіїстий (бреґерит, різновид уранініту, який містить до 14 % ThO2),
- уранініт церіїстий (різновид уранініту, який містить до 5 % TR).

## Розповсюдження
Зустрічається в гранітних і сієнітових пегматитах разом з турмаліном, цирконом, монацитом, слюдою, польовими шпатами, а також у гідротермальних жилах (олов'яних та сульфідних у вигляді коломорфних утворень). Поширений в пегматитах (родовища в США, Норвегії, Україні, РФ); у високотемпературних гідротермальних родовищах з гематитом (Канада) і більш низькотемпературних родовищах п'ятиметалічної формації (Канада, Чехія і інш.).
Знахідки: У Яхимові (Йоахімсталі) та Горні Славков, Чехія. У Німеччині — поблизу міст Йохангеоргенштадта, Шнеєберга, Аннаберга, Саксонія; Вьользендорф та Хагендорф (Баварія). З багатьох шахт у Корнуоллі, Англія. Провінція Кордова, Іспанія. Провінція Онтаріо, і Велике Ведмеже озеро, Північно-Західні території, Канада. У США — штати Коннектикут, Нью-Гемпшир, Кароліна, Південна Дакота.
В Україні — в уранових родовищах Кіровоградського геоблоку, в Приазов'ї, в залізистих породах Криворізької смуги.

## Використання
Уранініт є економічно найважливішим мінералом урану. У 19 і на початку 20 століття уранініт видобували для виробництва фарб і радію (наприклад, Яхимов (Йоахімсталь), Чехія). Під час холодної війни існувала потреба в урані для виробництва ядерної зброї та для виробництва плутонію в ядерних реакторах, що виходило далеко за рамки виробництва енергії. У Рудних горах багаті родовища урану були видобуті у великих масштабах радянсько-німецькою акціонерною компанією Wismut у НДР і доставлені до Радянського Союзу в попередньо обробленому вигляді (Зелінгштедт, Кросен). З 1970-х років домінує виробництво урану для виробництва енергії.
З розпадом СРСР і, як наслідок, політичним поворотом у 1989 році стався різкий спад виробництва урану. На той час виробництво урану для ядерної зброї двома наддержавами вже не відігравало істотної ролі, але обидві сторони накопичили значні стратегічні резерви, які були вивільнені та серйозно знизили ціну на світовому ринку. Крім того, на вільному ринку з'явилися нові виробники з низькими цінами в Середній Азії.

## Інтернет-ресурси
- Настуран в базе webmineral.com [Архівовано 14 лютого 2010 у Wayback Machine.]
- Uraninite Webmineral [Архівовано 21 жовтня 2011 у Wayback Machine.]
- Uraninite Mindat [Архівовано 12 серпня 2009 у Wayback Machine.]
- Anthony, John W.; Bideaux, Richard A.; Bladh, Kenneth W.; Nichols, Monte C. (eds.). "Uraninite". Handbook of Mineralogy